# Bruce Marshall

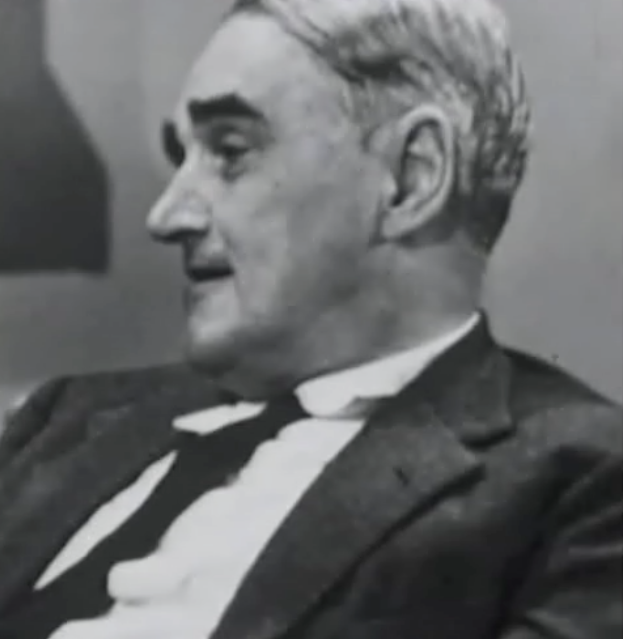
Bruce Marshall

Bruce Marshall (* 24. Juni 1899 in Edinburgh, Schottland; † 18. Juni 1987 in Biot, Frankreich) war ein schottischer Schriftsteller.

## Leben
Bruce Marshall war nach seinen Studienjahren an den Universitäten St Andrews und Edinburgh zunächst als Wirtschaftsprüfer tätig. Im Ersten Weltkrieg wurde er schwer verletzt, und ein Bein musste amputiert werden. 1917 konvertierte er zum Katholizismus. Er lebte nach Ende des Zweiten Weltkriegs bis zu seinem Tode in Cap d’Antibes, Frankreich.
Marshall war einer der erfolgreichsten katholisch geprägten Schriftsteller der 40er und 50er Jahre. Heute nahezu vergessen, waren seine Bücher damals Bestseller und wurden zum Teil auch erfolgreich verfilmt.
Seine Romane in der deutschen Übersetzung sind fast alle im Verlag Jakob Hegner, Köln, erschienen.
Zitate aus Rezensionen:
New Statesman: „So sehr ich Keiner kommt zu kurz und Das Wunder des Malachias liebe, meine ich doch, daß dies bis heute Marshall's typischster Roman ist. Geistreich, witzig, strotzend vor Einfällen, verbindet er die Schlagkraft eines guten Kriminalromans mit der gehobenen Stimmung eines Schwanks und der Genugtuung, die uns ein Roman aus dem praktischen Leben verschafft...“ (von der deutschen Erstausgabe von Auf Heller und Pfennig)
Die Welt, Hamburg: „Selbst Graham Greene kommt nur in Kraft und Herrlichkeit an Marshalls neues Buch heran.“ (Keiner kommt zu kurz)
Kölnische Rundschau: „Rund herausgesagt, ein Meisterwerk von einer künstlerischen Qualität und Wesensbeschaffenheit, die in ihrer Art einmalig ist.“ (Keiner kommt zu kurz)
Bedingt durch die schlechte Quellenlage sind diese Zitate den Buchumschlägen der jeweiligen Werke entnommen.

## Werke
- Stooping Venus. 1926
- Father Malachy’s Miracle. 1931 (deutsch Das Wunder des Malachias)
- Prayer For The Living. 1934
- Uncertain Glory. 1935
- Canon To The Right Of Them. 1936
- Luckpenny. 1937
- Deliliah Upside Down. 1941
- Yellow Tapers For Paris. 1943
- All Glorious Within. 1944 (deutsch: Die Welt, das Glück und Father Smith. 1947 / Alle Herrlichkeit ist innerlich. 1954)
- George Brown’s Schooldays. 1946
- The Red Danube. 1947 (deutsch: Die rote Donau. 1956)
- To Every Man A Penny. 1950 (deutsch: Keiner kommt zu kurz oder Der Stundenlohn Gottes. 1952)
- The White Rabbit. 1952
- The Fair Bride. 1953 (deutsch: Du bist schön, meine Freundin. Rowohlt 1953)
- Only Fade Away. 1954
- Thoughts Of My Cats. 1954 (deutsch: Kätzchen und Katzen. 1955)
- Girl in May. 1956 (deutsch: Mädchen im Mai. 1959)
- The Bank Audit. 1958 (deutsch: Auf Heller und Pfennig. 1958)
- A Thread Of Scarlet. 1959 (deutsch: Der rote Hut. 1960)
- Satan And Cardinal Campbell. 1959
- The Divided Lady. 1960
- The Children. 1960
- A Girl from Lübeck. 1962
- Father Hilary’s Holiday. 1965 (deutsch: Pater Hilarys Urlaub)
- Death comes for John Paul. 1980 (deutsch: Der Klan der Zwölf Apostel. Schneekluth 1980)